# Hermann Ebbinghaus
Hermann Ebbinghaus (Barmen, 1850. január 24. – Breslau, 1909. február 26.) tanulással és emlékezettel foglalkozó kísérleti pszichológus. Mottója: „A pszichológiának nagyon hosszú előtörténete, s nagyon rövid története van.”

## Élete
Angliában és Franciaországban házitanítóskodott, mígnem meghívták a berlini udvarba Waldemar herceg házitanítójának. A tanítóskodásnak 1895-ben vége szakadt, amikor Waldemar diftériában meghalt.

### Munkássága
A laboratóriumi emlékezetkutatás úttörőjeként elsőként tárta fel szisztematikusan a későbbi felejtési görbének nevezett jelenséget. 
A Habilitationschriftben ezt a kísérletsorozatot feldolgozta és saját emlékezetének működését tanulmányozta. Saját ingereket dolgozott ki. Magánhangzó mássalhangzó hármasokat gyártott, amelyeket gyakran neveztek értelmetlen szótagoknak, pedig létező szavak is voltak közöttük. 2300 db-os készletre tett szert olyan szótagokból, mint nol, bif, par, jev, zud és zam. 
Az derült ki, hogy minél nagyobb fokú volt a felejtés, annál több próbálkozás kellett a lista újratanulásához – ez az emlékezet mérésének megtakarításos módszere. Az újratanuláshoz kevesebb ismétlésre van szükség, mint a megtanuláshoz, viszont az, hogy mennyivel kevesebbre, már a tanulás és az újratanulás között eltelt idő függvénye. Ezzel rátalált az emlékezet mennyiségelvű vizsgálatának kerülőútjára.
Kiderült, hogy a tanulástól eltérően, amelynél lineáris összefüggés van a tanulással eltöltött idő és az elsajátított anyag mennyisége között, a felejtés üteme nem lineáris, hanem kezdetben gyorsabb, majd lelassul, nagyjából logaritmusos összefüggésben.
Közvetlenül nem tudjuk lemérni, hogy mi mindent felejtettünk, azt azonban már igen, hogy az elfelejtett dolgok újratanulásához mennyi ismétlésre van szükség. Kísérletek százainak eredményét kombinálva állította fel híres felejtési görbéjét. 

A felejtési görbe

Az első húsz percben nagyon meredeken zuhan a görbe, egy óra után már kevésbé meredeken esik, egy nap elteltével pedig egyenletes, alig látható csökkenésbe megy át a felejtés.
Megállapította, hogy az értelmes szavakat könnyebben tanuljuk meg.
Két fontos tanulási alapelvre is rávilágított; az egyiket a teljes idő hipotézisének nevezzük, ami egyszerűen azt jelenti, hogy a megtanult mennyiség közvetlen függvénye a tanulásra szánt idő mennyiségének, a másik elv az első módosított változata, amely szerint az elosztott gyakorlás hatékonyabb, mint a tömbösített.
A teljes idő hipotézise a tanulás egyik fontos, alapvető jellemzője.
Ez a hipotézis az aktívan tanulással töltött időre vonatkozik. Ha megduplázzuk a tanulásra rendelkezésre álló időt, az még nem feltétlenül jelenti, hogy a személy aktívan ki is fogja használni azt.
A feldolgozás módját szintén figyelembe kell vennünk. Egyes tanulási stratégiák hatékonyabbak, mint mások, így nem várhatjuk, hogy a teljes idő hipotézise akkor is érvényes legyen, amikor különböző stratégiák különböző hosszúságú tanulási időt eredményeznek.
Az elosztott gyakorlási hatás fontos kivételnek számít a teljesidő-hipotézis terén.
Hogyan lehet időben elosztani a gyakorlást?
Ebbinghaus eredményei bebizonyították, hogy jobb egyenletesen elosztani a tanulást két napra, mint belezsúfolni egybe. Ez még a napközben tartott pihenőkkel is hatékonyabb.
Felfedezte, hogy a sorozat elején lévő és a sorozat végén levő információra jobban emlékezünk, ez a szériális pozícióhatás (az időrendben elfoglalt hely befolyásolja az emlékezést).
Elődeink úgy gondolták, hogy a gyakorlás, ismétlés és gyakoriság képezik mindenféle tanulás alapját. Nem kétséges, hogy a gyakorlás nagyon fontos szerepet játszik a tanulásban, az azonban mostanára bebizonyosodott, hogy a puszta gépies ismételgetés nem a legjobb módja az új információk elsajátításának. A tanuláshoz valóban szükség van időre és erőfeszítésre, azonban nem minden erőfeszítés egyformán hatékony.

### Speciális tanulási kísérlete
13 szótagból álló listát tanult meg úgy, hogy addig ismételgette a listákat, amíg egymás után kétszer hibátlanul el nem tudta őket mondani. Minden szótagot külön kártyára írt. Véletlenszerűen kiemelt a pakliból meghatározott számú kártyát és a szótagokat egy füzetbe vezette át. Követte a felolvasások számát, gyors tempóban (2-3 szótag/másodperc) elkezdte felolvasni magának a sorozatot egészen addig amíg nem tudta fejből. Ezt követően különböző hosszúságú késleltetési idő után (20 perctől 31 napig terjedt) újra ellenőrizte tudását, és minden esetben azt találta, hogy az első felidézési kísérletben pontatlan volt a teljesítménye, ami arra utalt, hogy történt bizonyos fokú felejtés. Ezek után fel tudta becsülni a felejtés mértékét annak alapján, hogy mennyi időbe telt, mire újra megtanulta a listát az eredeti színvonalon. 
Másik megfigyelése szerint az ismétlések száma aránytalanul megnő a szótagok számának emelkedésével. A legfeljebb 7 szótagból álló listákat azonnal megtanulta, azonban 12 szótaghoz már 17, 16-hoz pedig 30 ismétlésre volt szüksége. Ezt az aránytalan növekedést nevezik ma Ebbinghaus-törvénynek.
Ebben a tanulás és gyakorlás összefüggését vizsgáló kísérletében az első néhány nap mindig 0, 8, 16, 24, 32, 42, 53, illetve 64 alkalommal olvasta át a 16 szótagos listát, majd 24 óra múlva tanulásának szintjét a hibátlan végigmondáshoz szükséges plusz ismétlések számán mérte le. Az első napon minden egyes, kb. 7 másodpercig tartó tanulás révén 12 másodpercet takarítunk meg a második napon.

## Művei
- Über das Gedächtniss. Untersuchungen zur experimentellen Psychologie (Leipzig, 1885)
- Theorie des Farbensehens (1893)
- Über eine neue Methode zur Prüfung geistiger Fähigkeit und ihre Anwendung bei Schulkindern (1897)
- Abriss der Psychologie (1908, 2. kiad. 1909). Kitűnő munka nagy lélektana: Grundzüge der Psychologie (I. kötet 1897–1901, 2. kiad. 1905), II. kötetéből csak egy füzet jelent meg halála után. Ő szerkesztette haláláig a modern német lélektan főközlönyét, a Zeitschrift für Psychologie und Physiologie der Sinnesorganét.